# Rothari
Rothari (auch Chrothar, Chrothachar; * um 606; † 652) war König der Langobarden in den Jahren 636–652.

## Familie

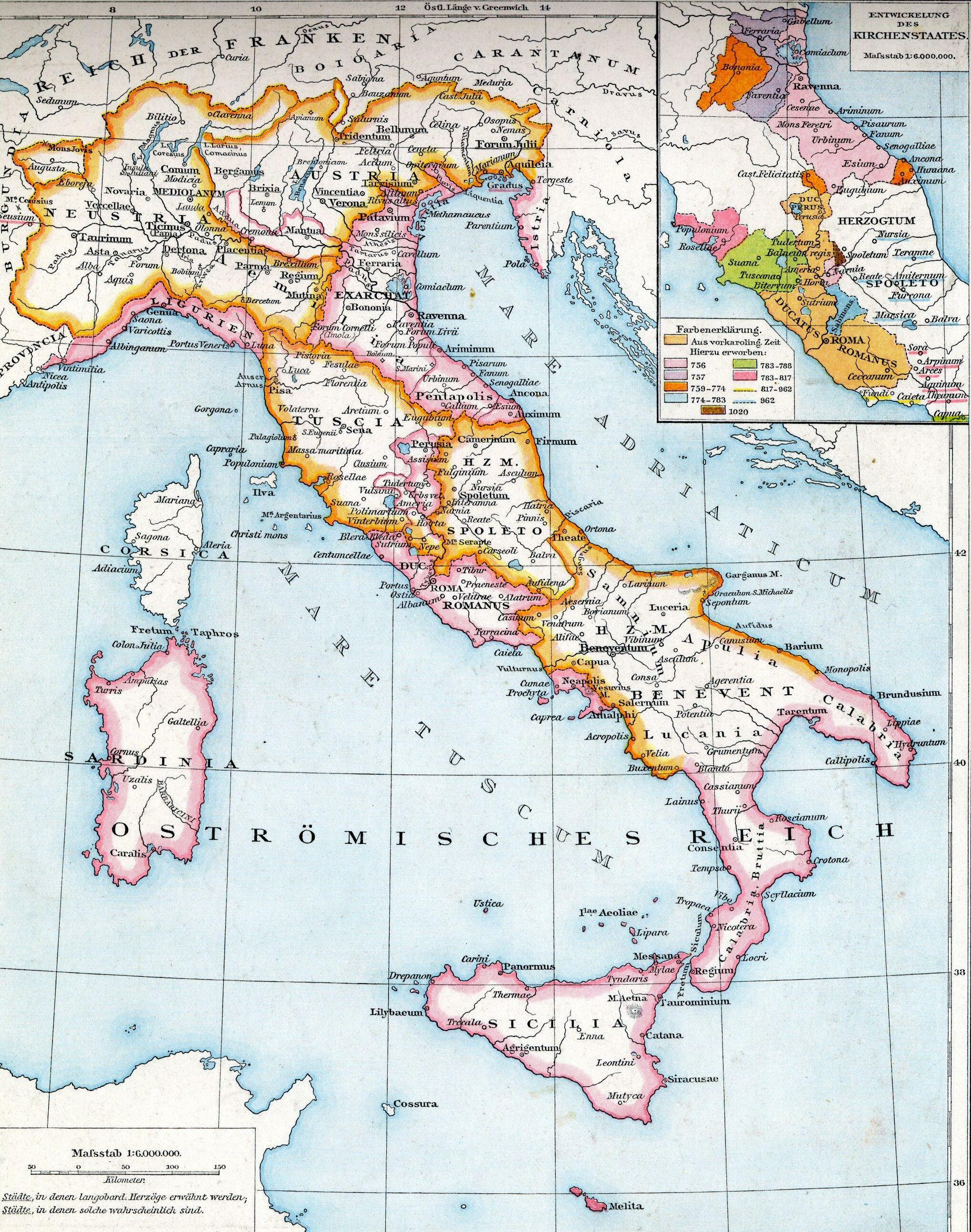
Italien vor 643

Rothari stammte aus dem langobardischen Geschlecht des Arodus (ex genere arodus).
Einige Manuscripte der Origo Gentis Langobardorum nennen ihn Rothari rex filius Nanding ex genere Arodus (König Rothari, Sohn des Nanding aus dem Geschlecht des Arodus) und führen einen legendenhaften Stammbaum an: Danach war Rothari ein Nachfahre des Nanding, Noco, Alamund, Alamand, Ilzoni, Veilo, Weo, Faccho, Mammo und Utfora.
Im Edictum Rothari gab Rothari seine Vorfahren mit Nanding, Noctzo, Adhamund, Alaman, Hiltzo, Wehilo, Weo, Fronchono, Faccho, Mammo und Ustbora an, doch sind solche frühmittelalterlichen Stammbäume (fast) immer fiktiv.
Über Rotharis erste Frau ist nur bekannt, dass sie die Mutter seines Sohnes Rodoald war und 636 verstoßen wurde.
Der Sage nach soll Gundeperga, die verwitwete Königin, Rothari nach Brescia gerufen haben. Sie forderte ihn auf seine Frau zu verstoßen, sie zu heiraten und als König zu herrschen. Rothari willigte ein und wurde vom langobardischen Adel zum König gewählt.

## Leben
Rothari war langobardischer Herzog von Brescia. Er wurde, gut dreißigjährig, 636 als Nachfolger von Arioald zum König der Langobarden gewählt. Zur weiteren Legitimation heiratete er die Witwe Arioalds, Gundeperga, die er, wie bereits der erste Mann, fünf Jahre in Haft hielt. Eine Rolle spielte dabei sicher, dass Rothari, wie Arioald, Arianer war, Gundeperga aber Katholikin. Erst als Chlodwigs II. Gesandter Aubedo 641 intervenierte, konnte Gundeperga sich wieder frei im Palast und der Stadt bewegen.

Zu Beginn seiner Herrschaft ließ Rothari viele vornehme Langobarden töten, die ihm Widerstand leisteten. Zur inneren Sicherung des Reiches erließ er am 22. November 643, nachdem er die Zustimmung des Adels eingeholt hatte, das Edictum Rothari, eine 388 Kapitel umfassende schriftliche Gesetzessammlung des langobardischen Volksrechts in lateinischer Sprache mit einigen langobardischen Erläuterungen. (siehe Hauptartikel ⇒ Edictum Rothari)
Außenpolitisch setzte er auf Expansion. Um 640 gelang ihm die Gewinnung Liguriens mit der wichtigen Hafenstadt Genua und mit Luna (Luni) von den Byzantinern; das eroberte Gebiet schlug er der Krondomäne zu.
Aber auch an anderen Grenzabschnitten blieb er erfolgreich. Im Jahr 643 nutzte er die Schwächung des byzantinischen Reiches durch die Invasion der Araber in Syrien und in Palästina und führte einen Feldzug gegen das Exarchat Ravenna: Die Stadt Opitergium wurde von seinen Truppen zerstört. Vor Ravenna fielen 8.000 byzantinische Kämpfer unter dem Exarchen Isaacius oder dessen Nachfolger Theodorus Calliopas am Fluss Scultenna (Panaro) gegen sein Heer. In Ligurien eroberte er Albinganum (Albenga), Varicotti (Varigotti, frazione von Finale Ligure) und Saona (Savona) von den Byzantinern, plünderte die Städte und verschleppte die Einwohner. Die Byzantiner mussten schließlich, nicht lange vor seinem Tod, um einen Waffenstillstand bitten.
Rothari starb 652 nach einer Regierungszeit von 16 Jahren und 4 Monaten und wurde neben der Kirche Johannes des Täufers (iuxta basilicam beati Iohannes baptistæ) in Monza oder Pavia beerdigt. Andere Quellen nennen eine Regierungszeit von 16 oder 17 Jahren.
Auf Rothari folgte sein Sohn Rodoald als König. Die Nachfolge ist ein Indiz für Rotharis starke und anerkannte Autorität, da bei den Langobarden ein Erbkönigtum unüblich war.